# Sorge
Der Begriff Sorge beschreibt ein durch vorausschauende Anteilnahme gekennzeichnetes Verhältnis des menschlichen Subjektes zu seiner Umwelt und zu sich selbst. Eine subjektiv erwartete Not (Bedürfnis, Gefahr) wird gedanklich vorweggenommen und wirkt sich im Fühlen, Denken und Handeln des Besorgten oder Sorgenden aus. Das Spektrum reicht dabei von innerlichem Besorgt- oder Beängstigt-Sein bis zur tätigen Sorge für oder um etwas.

## Begriff
Im allgemeinen Sprachgebrauch ist die Sorge in erster Linie eine mehr oder weniger konkrete, mitunter länger anhaltende Befürchtung oder seelische Bedrückung. Das Wort wird in dieser Bedeutung oft im Plural verwendet, zum Beispiel: „Ich mache mir Sorgen …“ Anhaltende schwere Sorgen lassen sich auch als Kummer bezeichnen.
Darüber hinaus bezeichnet die Sorge für etwas oder jemanden (auch Fürsorge) eine Verantwortungsbeziehung zwischen Menschen oder Lebewesen, in der sich ein (Für-)Sorgender verantwortlich um ein ihm anvertrautes anderes Wesen (etwa ein Haustier, ein Kind oder eine bedürftige Person) kümmert (vgl. auch Sorgerecht, Seelsorge). Kümmert sich ein Wesen sorgend und vorsorgend um sich selbst, lässt sich von Selbstsorge bzw. Selbstfürsorge sprechen.
In der eher der Schriftsprache zuzurechnenden Wendung „für etwas Sorge tragen“ (vgl. auch „Vorsorge treffen“) lässt sich die Sorge in einer dritten Bedeutung als das willentliche Herbeiführen oder Begünstigen eines angestrebten Zielzustands auffassen und entspricht dem allgemeinsprachlichen „dafür sorgen, dass …“, bzw. dem eher umgangssprachlichen „sich darum kümmern, dass …“
Wiewohl andere Sprachen teilweise unterschiedliche Begriffe für das kummervolle Besorgtsein, das fürsorgende Kümmern und das schlichte Besorgen von Dingen oder Angelegenheiten verwenden (vgl. etwa die englischen Verben to worry, to provide for und to procure), spiegelt sich die enge begriffsgeschichtliche Verbindung dieser Bedeutungsnuancen des Begriffs Sorge nicht nur im Deutschen wider. So bezieht etwa auch der lateinische Wortstamm cura alle drei Bedeutungen ein.
Wer sich im Gegenteil keine oder nur geringe Sorgen macht, wird als sorglos, unbekümmert oder gegebenenfalls auch leichtsinnig beschrieben.

## Abgrenzung Sorge zu Angst und Angststörung
Alltägliche Sorgen (englisch worries) sind bei nahezu allen Personen zumindest gelegentlich gegenwärtig. Der Psychologe T.D. Borkovec u. a. definieren Sorgen als eine Gedanken- und Vorstellungskette (Assoziationskette), die mit negativen Gefühlen einhergeht (1983). Dabei handelt es sich um eine Aufmerksamkeitsverschiebung auf Befürchtungen und mögliche negative Folgen.
Als pathologisch werden unrealistische Sorgen empfunden, wenn sie als unkontrollierbar erlebt werden. Oft sind diese durch Hypervigilanz und Einschränkung der Aufmerksamkeit gekennzeichnet. Die betroffene Person fühlt sich ruhelos und unfähig, sich zu entspannen, bis schließlich die quälenden Sorgen im Mittelpunkt stehen und auf andere Situationen übertragen werden können (Generalisierte Angststörung).

## Sorge in der Philosophie
Nach einer alten Fabel des Hyginus sollen auf eine Anordnung Saturns hin nach dem Tod des Menschen Jupiter seinen Geist und Tellus (die Erde) seinen Leib erhalten; solange er lebt, soll jedoch die Sorge ihn besitzen.
Glück, Selbstsorge, Tugend und Askese waren in der Antike zentrale Begriffe der Philosophie und Lebenskunst. Der Begriff der Selbstsorge ist aus Platons sokratischen Dialogen bekannt. So ermahnt Sokrates in "Alkibiades" den jungen angehenden Politiker zur Sorge um sich selbst. Bei Epikur und in der Stoa ist die Selbstsorge Grundlage für die Selbstbildung und die fortwährende Korrektur der eigenen Lebensführung. Später greift Michel Foucault das Konzept der „Sorge um sich“ aus der Tradition der „cura sui“ und des griechischen „epimeleia heautou“ neu auf.
Der Begriff der Sorge wurde im Werk des Philosophen Martin Heidegger ein zentrales Thema. Es wird vor allem in seinem Hauptwerk Sein und Zeit umfänglich behandelt. Für ihn bestimmt Sorge das Dasein des Menschen – sie macht ihm sein Dasein erst bewusst. Er bestimmt Sorge – im Hinblick auf die drei Dimensionen der Zeit als „Sich-vorweg-sein – im Schon-sein-in-der Welt – als Sein bei innerweltlich begegnendem Seienden.“ In Bezug zu seiner Lebenswelt zeigt sie sich als „Besorgen“ (d. h. den faktischen Gebrauch der Dinge wahrnehmen), in Bezug zu seinen Mitmenschen als („einspringende“ oder „vorspringende“) Fürsorge.
Albert Camus sieht die Existenz des Menschen als generelle Absurdität an, dennoch führt dies nicht zu einem naheliegenden Nihilismus, sondern nach Auffassung von Camus zur Sorge um das Glück des Nächsten und zum opferbereiten Einsatz für andere, gleichbedeutend mit menschlicher Solidarität. „Die einfache ‚Sorge‘ ist aller Dinge Anfang.“

## Die Sorgen der Deutschen (ein empirisches Beispiel)

Was die Bürger Deutschlands 2005 bedrückte

Bei den Bürgern Deutschlands gab es nach einer im Jahre 2005 von McKinsey veröffentlichten Studie zunehmend Sorgen und gedrückte Stimmung. Die Sorge um den Arbeitsplatz war bei 42 % der Hauptauslöser für Zukunftsängste. Lediglich 28 % der Befragten gaben ihre Erwartung zu Protokoll, fünf bis zehn Jahre später in Deutschland noch gut leben zu können. 
Während im Jahre 2003 laut Umfragen noch 65 % der Bürger zufrieden waren, waren es 2005 nur noch 60 %. Dass sich die finanzielle Situation der Bürger in Deutschland verschlechtere, glauben 2005 rund 60 % der Befragten. 
Die Umfrage Perspektive-Deutschland (Schirmherr: Altbundespräsident Richard von Weizsäcker) war die weltweit größte gesellschaftspolitische Online-Umfrage mit einer Teilnehmerzahl von 500.000 Bürgern.

## Belletristik
Das Thema der Sorge wird in der Dichtung vielfach behandelt. Der tödliche Ausgang schwerster Sorgen wird z. B. in Gottfried August Bürgers Ballade Lenore aus dem Jahr 1774 geschildert („Lenore fuhr im Morgenrot / Empor aus schweren Träumen.“). In Johann Wolfgang von Goethes Faust ereilt „die Sorge“ am Ende den Protagonisten.